# Naby Yattara
Pour les articles homonymes, voir Yattara.
Naby-Moussa Yattara, né le 12 janvier 1984 à Conakry (Guinée), est un footballeur international guinéen jouant au poste de gardien de but au Stade beaucairois.

## Biographie
Avant de débarquer à Charleroi en provenance de l'Étoile de Guinée, Naby dispute deux rencontres officielles en quatre ans avec le Royal Antwerp FC, une de coupe et une en tour final du championnat.
Ainsi, Naby Yattara arrive le 31 août 2007 au RACS Couillet, alors formation de troisième division belge. De retour en Belgique après un premier passage au Royal Antwerp FC entre 2002 et 2006, il n'est alors considéré comme un quatrième gardien, les premiers postes étant déjà pourvus. Il évolue ainsi avec l'équipe réserve et cette situation lui permet justement d'être facilement sélectionnable avec la Guinée.
Pour la saison 2008-2009 il s'engage avec le FC Sète en National, auteur de bonnes performances il termine la saison avec son équipe sur une belle 7e place.
Le club sétois dépose cependant le bilan, il se dirige alors vers l'AC Arles-Avignon, club tout juste promu en Ligue 2.
En janvier 2022, il est retenu par le sélectionneur Kaba Diawara afin de participer à la Coupe d'Afrique des nations 2021 organisée au Cameroun.

## Statistiques
| Saison                | Club                  | Championnat           | Championnat | Championnat | Coupe nationale | Coupe nationale | Coupe de la Ligue | Coupe de la Ligue | Total | Total |
| Saison                | Club                  | Division              | M.          | B.          | M.              | B.              | M.                | B.                | M.    | B.    |
| 2008–2009             | FC Sète 34            | National              | 34          | 0           | 0               | 0               | -                 | -                 | 34    | 0     |
| Sous-total            | Sous-total            | Sous-total            | 34          | 0           | 0               | 0               | 0                 | 0                 | 34    | 0     |
| 2009-2010             | AC Arles-Avignon      | Ligue 2               | 0           | 0           | 0               | 0               | 1                 | 0                 | 1     | 0     |
| 2010-2011             | AC Arles-Avignon      | Ligue 1               | 2           | 0           | 1               | 0               | 0                 | 0                 | 3     | 0     |
| 2011-2012             | AC Arles-Avignon      | Ligue 2               | 5           | 0           | 1               | 0               | 0                 | 0                 | 6     | 0     |
| 2012-2013             | AC Arles-Avignon      | Ligue 2               | 4           | 0           | 2               | 0               | 4                 | 0                 | 10    | 0     |
| 2013-2014             | AC Arles-Avignon      | Ligue 2               | 2           | 0           | 1               | 0               | 2                 | 0                 | 5     | 0     |
| 2014-2015             | AC Arles-Avignon      | Ligue 2               | 2           | 0           | 0               | 0               | 2                 | 0                 | 4     | 0     |
| Sous-total            | Sous-total            | Sous-total            | 15          | 0           | 5               | 0               | 9                 | 0                 | 29    | 0     |
| Total sur la carrière | Total sur la carrière | Total sur la carrière | 49          | 0           | 5               | 0               | 9                 | 0                 | 63    | 0     |